# Velbloud uchem jehly

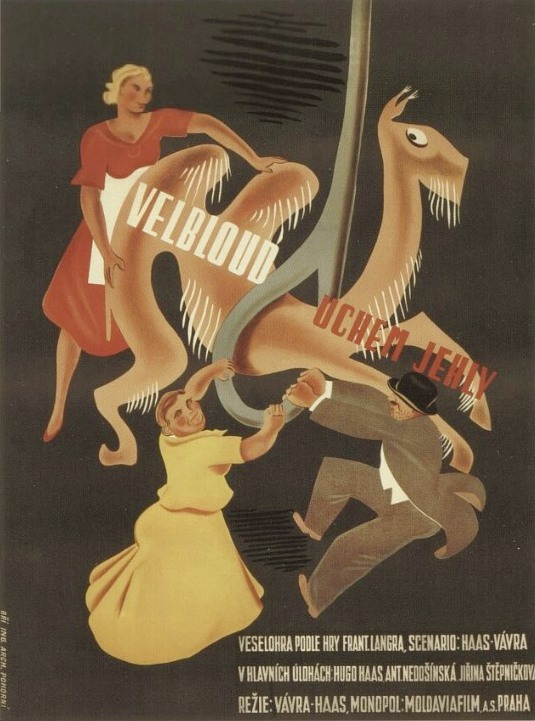
l'affiche tchécoslovaque du film.

Velbloud uchem jehly est un film tchécoslovaque réalisé par Hugo Haas et Otakar Vávra, sorti en 1936. Il est l'adaptation d'une pièce de théâtre écrite par František Langer.

## Fiche technique
- Titre original : Velbloud uchem jehly (litt. « Le chameau par le chas d'une aiguille »)
- Réalisation : Hugo Haas et Otakar Vávra
- Scénario : Hugo Haas et Otakar Vávra d'après la pièce de théâtre de Frantisek Langer
- Directeurs de la photographie : Ferdinand Pecenka
- Montage : Jan Kohout
- Assistant réalisateur : Walter Schorsch
- Son : Josef Zora
- Musique : Julius Kalas
- Pays d'origine :  Tchécoslovaquie
- Société de production : Moldavia Film
- Durée : 88 minutes
- Format : Noir et blanc - 1,37:1 - Mono
- Dates de sortie : 
  - Tchécoslovaquie : 1936

## Distribution
- Hugo Haas : Zebrák Josef Pesta
- Antonie Nedosinská : Aloise Pestová
- Jiřina Štěpničková : Zuzka Pestová
- Rudolf Deyl : Adolf Vilím
- Pavel Herbert : Alík Vilím
- Oldřich Nový : Komorník Alfons
- Eduard Blazek : Tajemník
- Ruzena Slemrová : Továrnice Stepánová
- Adina Mandlová : Nina Stepánová
- Jindrich Plachta : Pavel Bezchyba
- Milka Balek-Brodská
- Alfred Bastýr
- Svatopluk Benes
- Andre Cernousek
- Anna Gabrielová
- Josef Gruss
- Antonín Hodr
- Marie Jezková
- Jan Pivec
- Eliska Pleyová
- Ela Poznerová
- Marie Prikrylová
- Frantisek Roland
- Jan Sebor
- Milada Smolíková
- Jan W. Speerger
- Vladimír Stros
- Bozena Sustrová
- Jarmila Švabíková
- Jirí Vasmut
- Bedrich Veverka

## Source de la traduction
- (en) Cet article est partiellement ou en totalité issu de l’article de Wikipédia en anglais intitulé « Camel Through the Eye of a Needle » (voir la liste des auteurs).